# Louis Powis de Tenbossche
Ridder Louis Charles Adolphe Ghislain Powis de Tenbossche (Brussel, 4 december 1826 - aldaar, 12 september 1899) was een Belgisch volksvertegenwoordiger en burgemeester.

## Biografie

### Familie

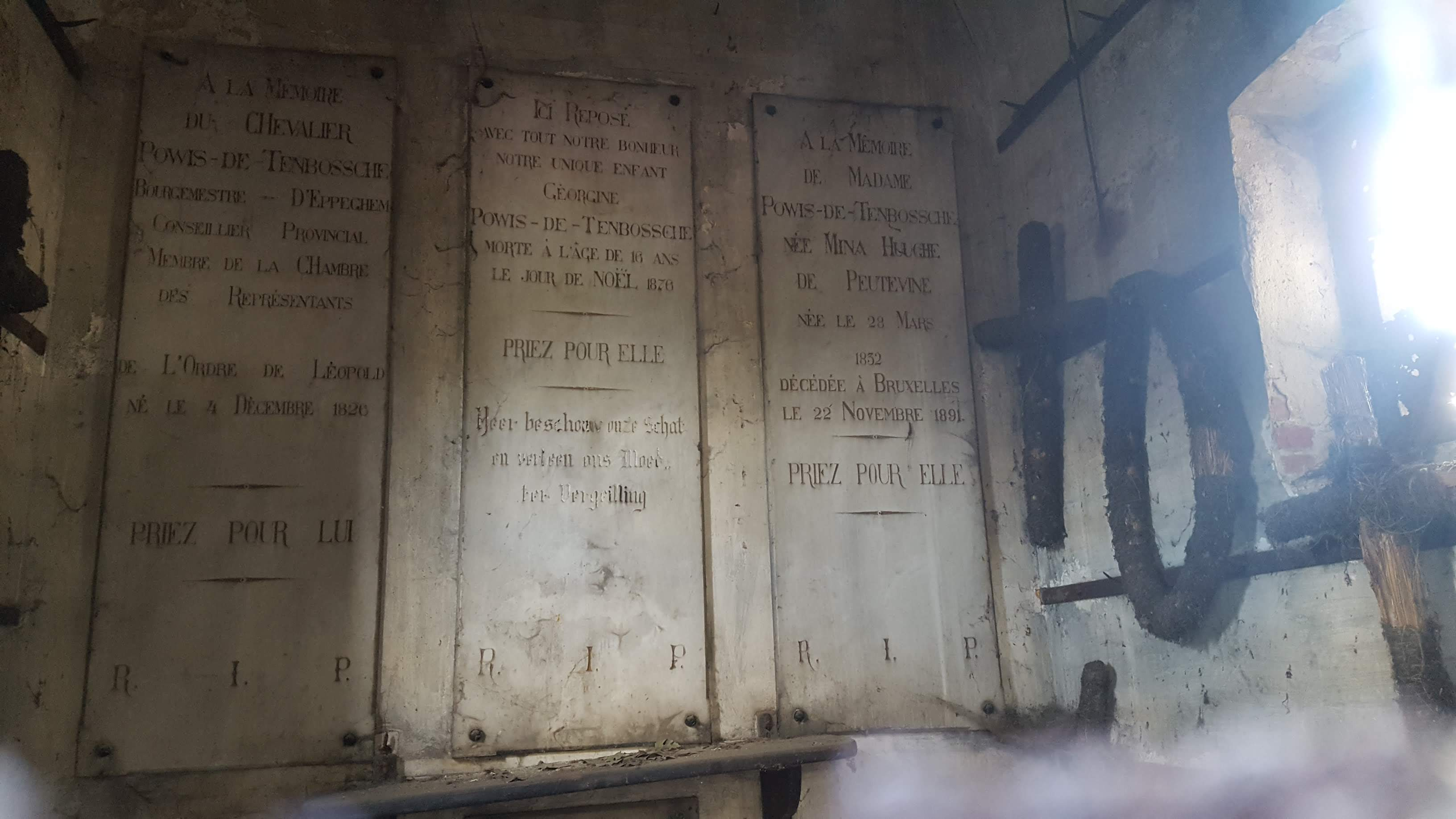
Grafkapel op kerkhof te Eppegem

Louis Powis de Tenbossche was een zoon van Adolphe Powis de Tenbossche (1800-1868) en Rose Cornet de Peissant (1804-1887). Een voorvader had onder de naam Jacques Pauwens in 1732 adellijke status verkregen. Adolphe verkreeg in 1856 adelserkenning met de erfelijke titel van ridder.
Hij trouwde in 1858 in Eppegem met Marie Huughe de Peutevin (1832-1891), dochter van Charles Huughe de Peutevin, staatsraad in Nederlandse dienst, en kleindochter van Charles Huughe de Peutevin. Ze kregen een dochter Georgine, die op 16-jarige leeftijd op kerstdag in 1876 overleed. Het is langs zijn broer, Philippe Powis de Tenbossche (1828-1901), dat de familienaam zich tot op heden doorzet.
Hij was een schoonbroer van baron Louis Gericke van Herwijnen, Nederlands diplomaat en minister van Buitenlandse Zaken, en baron Jules de Vinck, schepen van Antwerpen en gedeputeerde van Antwerpen.

### Loopbaan
Powis de Tenbossche was katholiek volksvertegenwoordiger voor het arrondissement Brussel in opvolging van de overleden Louis Systermans en oefende dit mandaat uit van 1888 tot 1892. Hij werd op 29 oktober 1888 bij ballotage verkozen tegen liberaal Charles Graux. Hij was voordien lid van de provincieraad van Brabant (1858-1888). Daarnaast was hij ook bijna een halve eeuw burgemeester van Eppegem, tot aan zijn overlijden.
Hij werd effectief lid van de Raad van Adel in 1881 en werd er voorzitter van in 1892. Hij bleef dit tot aan zijn overlijden.